# Steico
Steico SE – niemieckie przedsiębiorstwo zajmujące się produkcją materiałów budowlanych wykonanych z surowców odnawialnych. Według własnych danych Steico jest wiodącym producentem na rynku europejskim w segmencie materiałów izolacyjnych z włókien drzewnych. Siedzibą spółki matki koncernu Steico SE jest Feldkirchen, niedaleko Monachium.

## Historia
Steico SE wywodzi się z założonej w roku 1986 spółki „Gesellschaft für Bau- und Industriebedarf Steinmann & Co GmbH”. W roku 2001 nastąpiła zmiana formy prawnej i nazwy na „Steico Aktiengesellstaft”. Od 2007 roku akcje przedsiębiorstwa dostępne są w wolnym obrocie.

## Działalność
W 2012 roku grupa Steico osiągnęła przychody w wysokości 146,5 mln EUR i zatrudniała średnio 942 pracowników. Jako przedsiębiorstwo działające w większości na terenie Europy, spółka posiada spółki-córki w Polsce, Francji i Wielkiej Brytanii. W Polsce i Francji znajdują się dodatkowo zakłady produkcyjne Grupy Steico. W roku 2012 firma zmieniła nazwę na „Steico Societas Europaea”.
Główna dziedzina działalności grupy Steico to produkcja i sprzedaż materiałów izolacyjnych wykonanych z włókiem drzewnych, stanowiąca w roku 2012 72% jej obrotów. Grupa Steico produkuje zarówno stabilne materiały izolacyjne z włókiem drzewnych metodą na mokro, jak i elastyczne materiały izolacyjne z włókien drzewnych metodą na sucho. W roku 2011 przedsiębiorstwo poszerzyło swój asortyment o stabilne materiały izolacyjne z włókien drzewnych wykonanych metodą na sucho. W asortymencie Grupy Steico znajdują się także belki dwuteowe, twarde płyty pilśniowe własnej produkcji i fornirowane drewno warstwowe. 